# Folkomröstning om grönländskt självstyre 2008

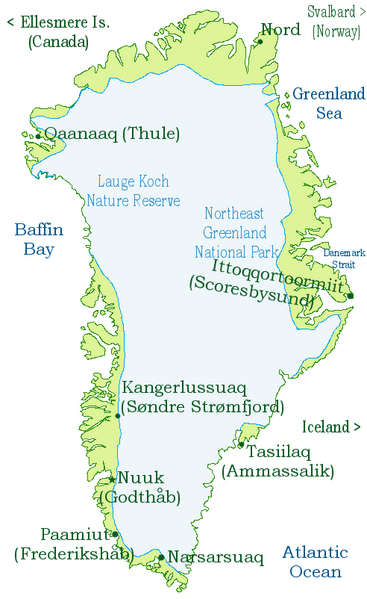
Grönland.

En folkomröstning om Grönlands självstyre hölls den 25 november 2008. Förslaget om ett utökat självstyre för Grönland godkändes av 75 % av väljarna (63 % i Nuuk). Valdeltagandet var på 72 %. Folkomröstningen annonserades av statsminister Hans Enoksen den 2 januari 2008. Efter kritik från partiet Demokraatit klargjorde Enoksen att folkomröstningen inte skulle omfatta frågan om Grönlands oavhängighet från Danmark. Han upplyste även om en kommande informations- och debattkampanj om saken om självstyre. Bland annat hölls det debattmöten i tingshus runt om i landet.

## Resultat
Förslaget från den grönländska regeringen godkändes av folket och   trädde i kraft den 21 juni 2009, på 30-årsdagen för grundandet av självstyret. Den grönländska regeringen uttalade att det var ett "stort steg på vägen mot oavhängighet". Omröstningen ger Grönland kontroll över sin polisstyrka, kustbevakning och rättsväsen. Dessutom kommer danska bara att vara officiellt språk fram tills att självstyret utökas, då grönländska kommer att vara det enda officiella språket. Oljeintäkterna kommer också att fördelas annorlunda: de första 75 miljoner kronorna kommer att gå till Grönland, medan de resterande intäkterna kommer att delas lika med Danmark. Grönländarna kommer också enligt folkrätten att erkännas som en egen folkgrupp. Grönland kommer vidare att motta färre subventioner från Danmark. Vid tidpunkten för folkomröstningen utgjorde dessa omkring 30 procent av Grönlands BNP.